# 林文雄
林 文雄（はやし ふみお、1900年11月26日 - 1947年7月18日）は、日本の医師。全生病院（国立療養所多磨全生園）、国立療養所長島愛生園、国立療養所星塚敬愛園（園長）に勤務し、国立療養所大島青松園で、病気療養をした。特に光田健輔を助け、光田反応を完成させた。クリスチャン、ヒューマニストであり、南九州、とくに奄美、沖縄のハンセン病患者救済に取り組み、理想の療養所建設に力を注いだが、志半ばで病に倒れた。

## 略歴
1900年11月26日、画家林竹治郎の息子として北海道札幌市に生まれる。1926年に北海道帝国大学医学部を卒業し、同年5月から全生病院に勤務。1930年、タイのバンコクで光田反応を名前をつけず発表。1931年2月25日、「癩に於ける皮膚反応」で北海道帝国大学医学博士。同月、長島愛生園医務課長。1933年、国際連盟視察員として一カ年世界のらい視察。1935年、星塚敬愛園園長。1944年、肺結核の療養のため大島青松園に転勤。1947年7月18日、死去。

## 教育と勉強
父の竹治郎は生涯を教育者として過ごした熱心なクリスチャンで、自身もクリスチャン。北大医学部第1期生として学んでいる時病理の講師の藤井保かららい病院や光田健輔のことを聞き決意した。光田に就職希望を伝えるとまず外科を学べと言われ、1927年に全生病院に入った。光田の研究を継承して『らいにおける皮膚反応』を完成させ、学位を得た。1930年光田の片腕として長島愛生園の医務課長となった。1935年10月星塚敬愛園長となった。1936年3月末、光田の下、一緒に働いてきた大西富美子と結婚した。妹の百合子（女医）は光田の三男横田篤三の夫人でもあり、光田と特別な関係にあると言っていい。

## 著書
- 『世界の癩を訪ねて』長崎書店、1934
- 『林文雄句文集』大島青松園林記念文庫、1950
- 『天の墓標 林文雄句文集』土谷勉編　新教出版社、1978

翻訳
- V.L.ジャックス『モロカイのマザー・マリヤンヌ』長崎書店、1938

## 功績
光田反応を研究し、病型問題に理解があった林は、1938年にカイロで開かれた第4回国際会議で前回のマニラ会議のcutaneous, neuralという誤りを指摘し、lepromatousとtuberculoidという病型をWadeと共に作った。最終的にはlepromatous と　neuralに分け、後者の亜型にanesthetica, simple macular, tuberuculoid とした。ここで特筆すべきことはカイロの学会より8年早い1930年1月10日の全生病院のカルテにtuberculoidが病名として記載されていることで、これは1923年ストラスブルク会議で光田が斑紋らいの類結核性と強調した以来の日本の専門家の伝統を示すものである。

## エピソード
光田は光田反応完成のため資料を冷蔵庫にいれ、弟子の誰彼となく研究させようとしていたが、完成したのは林である。太田正雄はバンコクで彼の発表を聞き、このような素晴らしい研究は世界に発表させねばならぬとし、International Journal of  Leprosy を発刊させたという逸話がある。その1巻に林の論文がある。林は全世界を廻り、視野も広かった。鹿児島県、沖縄県のらいを検診し、療養所に入れた。しかし結核を病み、大島青松園で病を養い、亡くなった。最後は喉頭結核で声を失った。「コンナコーフクナモノハナシ」という言葉を書き遺し安らかに昇天した。遺体は病理解剖された。

## 批判
国際連盟視察員としての外国の見聞もあるし、研究を通じてハンセン病の理解があると思われるが、隔離主義などに関しての立場については書かれていない。星塚敬愛園にいて、患者を入院させる努力をしたであろうが、鹿児島ではもともと園に対して協力的であった。南島検診の報告の題が昭和11年（1936年）ではあるが、『浄らい記』というのは、無らい県運動そのものとして、批判される可能性がある。光田の立場を擁護する傾向があったが、光田への批判が強まる前に亡くなってしまった。

### 安村事件
星塚敬愛園における、安村事件は林園長の一大汚点とされる。ワゼクトミー反対騒動のリーダーで両足切断の安村は、断種が本人の承諾を得てすべきと施設と対決していた。看護士たちに都城までトラックで連れていかれた安村は大淀川の河原で放置された。園長は集会所でつるしあげられ、警察でも事情を聞かれたが、結局安村は故郷（沖縄）へ返された。その後、宮崎県の警察は問題ある患者は九州療養所に送ることになった。この事件は園長は新婚旅行中で、事務官が独断で処理したことに発する。しかし、警察と療養所職員との間にしこりを残した。

## 文献
- 『らいに関する論文 第4編 林文雄論文集』1951 長濤会 岡山県邑久郡裳掛村
- 『名もなき星たちよ : 今は亡き病友らに捧げる 星塚敬愛園入園者五十年史』(1985) p.52「初代園長林文雄」に詳しい。
- 塚本良樹（2011）　林文雄の思想と行動：ハンセン病政策におけるキリスト教　慶應義塾大学法学研究科政治学専攻修士論文（未公刊）